# Конвой № 3619
Конвой № 3619 — японський конвой часів Другої світової війни, проведення якого відбувалось у червні 1943 року.
Пунктом призначення конвою був атол Трук у центральній частині Каролінських островів, де ще до війни створили потужну базу японського ВМФ, з якої до лютого 1944 року провадились операції в цілому ряді архіпелагів. Вихідним пунктом став розташований у Токійській затоці порт Йокосука (саме звідси традиційно вирушала більшість конвоїв на Трук).
До складу конвою увійшли транспорти «Могамігава-Мару» та «Кейшо-Мару», тоді як охорону забезпечував есмінець «Інадзума».
Загін вийшов із порту 19 червня 1943 року. 25 червня під час проходження неподалік від Маріанських островів «Могамігава-Мару» відокремився та попрямував до острова Сайпан під ескортом переобладнаного тральщика «Секі-Мару № 3», який добою раніше вийшов назустріч з того ж Сайпану.
Два інші кораблі конвою № 3619 попрямували далі на Трук. Хоча на підходах до останнього (утім, як і біля східного узбережжя Японського архіпелагу та Маріанських островів) були традиційні райони патрулювання американських підводних човнів, проходження конвою відбулось успішно і 28 червня він без втрат досягнув Труку.